# Barbiano di Cotignola
Barbiano is een plaats (frazione) in de Italiaanse gemeente Cotignola.